# 筑豐香月站
筑豐香月站（日语：／ Chikuhō-Katsuki eki */?）是位於福岡縣北九州市八幡西區楠北三丁目，筑豐電氣鐵道筑豐電氣鐵道線車站。車站編號為CK15。
此站名稱冠上了「筑豐」，這是由於國鐵香月線曾經設有香月站，因此冠上舊國名。

## 歷史
- 1958年（昭和33年）4月29日 - 車站啟用。

## 車站構造
車站是一座地面車站，設有2面2線的相對式月台。此站是無人車站。

### 月台
| 月台 | 路線        | 方向                 | 備註 |
| ---- | ----------- | -------------------- | ---- |
| 1    | ■筑豐電鐵線 | 楠橋、筑豐直方方向   |      |
| 2    | ■筑豐電鐵線 | 永犬丸、黑崎站前方向 |      |

※實際上沒有月台編號，上述的編號只用作列車運輸指令上使用。

## 使用狀況
在2019年度，1日平均上下車人次為571人。

## 車站周邊
車站南邊靠近楠橋站附近設有大型稻田。另一方面，車站北邊設有幽靜住宅區。一般會以香月稱呼當地。
- 7-11八幡高江店。
- 香月中央公園
- 西鐵巴士北九州·香月汽車營業所（日语：西鉄バス北九州・香月自動車営業所）
- 市營楠北團地
- 筑豐電鐵香月變電站
- 北九州市立香月小學（日语：北九州市立香月小学校）
- 黑川
- 福岡縣道61號小倉中間線（日语：福岡県道61号小倉中間線）

## 巴士路線
- 西鐵巴士（日语：西鉄バス）（西鐵巴士北九州（日语：西鉄バス北九州））「筑鐵香月」巴士站 - 車站東邊。設有每小時1班的巴士前往黑崎（日语：黒崎 (北九州市)）方向，平日和星期六早上設有班次前往小倉中心。黃昏設有從此巴士站出發前往香月營業所的班次。
  - 53：茶屋之原團地 → 馬場山 → 下上津役 → 引野口（日语：引野口） → 西鐵黑崎巴士中心（日语：西鉄黒崎バスセンター）
  - 150：大平 → 沖田 → 引野口→ 小倉站入口 → 砂津（日语：砂津バスセンター）
  - 香月営業所

## 相鄰車站
筑豐電氣鐵道
筑豐電氣鐵道線
希望丘高校前（CK14）－筑豐香月（CK15）－楠橋（CK16）

## 注腳
1. ↑  鉄道事業｜企業・グループ情報《西鉄について》 （页面存档备份，存于）（日語） 令和元年度 駅別乗降人員